# Gerichtsbezirk Rovigno
Der Gerichtsbezirk Rovigno (italienisch: distretto giudiziario Rovigno; slowenisch: občina židovska Rovinj, kroatisch: kotarsko satničtvo Rovinj) war ein dem Bezirksgericht Rovigno unterstehender Gerichtsbezirk in der Markgrafschaft Istrien. Der Gerichtsbezirk umfasste die Stadt Rovinj/Rovigno an der Westküste Istriens sowie ihr Umland. Nach dem Ersten Weltkrieg musste Österreich den gesamten Gerichtsbezirk an Italien abtreten, nach dem Zweiten Weltkrieg gelangte das Gebiet an Jugoslawien und ist heute Teil der Gespanschaft Istrien in der Republik Kroatien.

## Geschichte
Um 1850 wurde in Istrien so wie im gesamten Kaisertum Österreich die ursprüngliche Patrimonialgerichtsbarkeit aufgelöst. In der Folge wurde unter anderen der Gerichtsbezirk Rovigno geschaffen. Der Gerichtsbezirk unterstand dem für die gesamte Grafschaft zuständigen Landesgericht Rovigno, das wiederum dem Oberlandesgericht Triest, das am 1. Mai 1850 seine Tätigkeit aufnahm, unterstellt war.
Auch nachdem Istrien bzw. Triest sowie Görz und Gradisca vom ursprünglichen Kronland Küstenland ihre Selbständigkeit als Kronland erlangten, blieb das Oberlandesgericht Triest die oberste Instanz für den Gerichtsbezirk Rovigno.
Der Gerichtsbezirk Rovigno bildete im Zuge der Trennung der politischen von der judikativen Verwaltung
ab 1868 gemeinsam mit den Gerichtsbezirken Dignano (Vodnjan) und Pola (Pula), jedoch ohne die Stadt Rovigno, den Bezirk Rovigno.
Der Gerichtsbezirk Rovigno umfasste 1869 eine Bevölkerung von 16.324 Personen.
Bis 1910 wuchs die Einwohnerzahl auf 70.948 an, davon hatten 30.900 Personen Italienisch (43,6 %) als Umgangssprache angegeben, 16.431 sprachen Kroatisch (23,2 %), 9.500 Deutsch (13,4 %) und 3.510 Slowenisch (4,9 %). Der Gerichtsbezirk umfasste zuletzt eine Fläche von 218,78 km² bzw. drei Gemeinden.
Durch die Grenzbestimmungen des am 10. September 1919 abgeschlossenen Vertrages von Saint-Germain wurde der Gerichtsbezirk Rovigno zur Gänze Italien zugeschlagen. Nach dem Zweiten Weltkrieg gelangte das Gebiet des ehemaligen Gerichtsbezirks an Jugoslawien und ist seit 1991 Teil der Republik Kroatien.
| Jahr | Ein- wohner | Deutsch- sprachige | Italienisch- sprachige | Slowenisch- sprachige | Kroatisch- sprachige |
| ---- | ----------- | ------------------ | ---------------------- | --------------------- | -------------------- |
| 1869 | 16.324      |                    |                        |                       |                      |
| 1880 | 13.939      | 20                 | 10.785                 | 33                    | 2.779                |
| 1890 | 14.594      | 143                | 11.040                 | 20                    | 3.061                |
| 1910 | 18.775      | 331                | 14.200                 | 122                   | 3.076                |

## Gerichtssprengel
Der Gerichtsbezirk Rovigno umfasste Ende Februar 1918 die drei Gemeinden Canfanaro (Kanfanar), Valle (Bal) und Rovigno (Rovinj).